# Neogotika
Neogotika je stil u arhitekturi iz 18., 19., i 20. stoljeća, nadahnut oblicima gotičkog stila. Javio se u Engleskoj sredinom 18. st. i poslije u okviru historicizma potkraj 19. st. kada je prevladavao u arhitekturi i primijenjenim umjetnostima u cijeloj Europi.

## Neogotika u Europi
U Velikoj Britaniji neogotika se pojavljuje već u prvoj polovini 18. stoljeća, a tijekom 19. stoljeća, osobito u viktorijanskom razdoblju postaje jedan od dominantnih arhitektonskih stilova. Na području kontinentalne Europe prve primjere neogotičkih gradnji nalazimo krajem 18. stoljeća, no tek nakon 1830-ih ovaj se stil počinje jače širiti, osobito u sakralnom graditeljstvu (Votivna crkva u Beču, katedrala u Linzu), iako se mogu naći i brojni primjeri profanih građevina u neogotičkom stilu (gradska vijećnica u Beču, Zgrada mađarskoga parlamenta u Budimpešti i dr.).

## Neogotika u Hrvatskoj
Pojavljuje se povremeno već u prvoj polovini 19. stoljeća, no tek se od 1850-ih godina počinje jače širiti. Od važnijih primjera neogotičkih gradnji iz sredine 19. st. treba istaći osobito restauraciju dvorca Trakošćan, te župne crkve u Voloderu, Veleševcu i Bukevju. Zahvaljujući djelovanju Friedricha Schmidta i njegovih učenika u Hrvatskoj (ponajprije Hermanna Bolléa, Josipa Vancaša i Vinka Rauschera), od sredine 1870-ih neogotika počinje dominirati sakralnom arhitekturom Hrvatske (restauracije crkve svetoga Marka i katedrale u Zagrebu, nove župne crkve u Granešini, Tounju, Dugom Selu, Desiniću, grobna kapela obitelji Koterba - Horvat i grobna kapela Ivana Nepomuka Petrovića iz pedesetih, odnosno šezdesetih godina 19. stoljeća).

## Vanjske poveznice

### Sestrinski projekti
|  | Zajednički poslužitelj ima još gradiva o temi neogotika |

### Mrežna mjesta
- Neogotička arhitektura u opusu Hermana Bolléa. // Prostor: znanstveni časopis za arhitekturu i urbanizam. Vol. 17, No 2 (38), Zagreb, 2009. str. 243 - 246.
- Herman Bollé - izgradnja i opremanje katedrale u Đakovu (1876. – 1884.). // Croatica Christiana periodica: časopis Instituta za crkvenu povijest Katoličkog bogoslovnog fakulteta Sveučilišta u Zagrebu. Vol. XXXIII, br. 63., Zagreb, 2009., str. 109-127
- Neogotički tornjevi zagrebačke katedrale – stil i kontekst, "Radovi instituta za povijest umjetnosti", br. 29., Zagreb, 2005., str. 259 – 276.[neaktivna poveznica]
- Župna crkva svetog Petra u Veleševcu – Gesamtkunstwerk rane neogotike u hrvatskoj arhitekturi // Radovi Instituta za povijest umjetnosti. Vol. 33, Zagreb, 2009. str. 191 - 206.